# 河南獸
河南獸（Honanotherium）是現今長頸鹿的祖先，生存於中新世晚期的中國河南。牠的外觀像現今的長頸鹿，但較為短小。
河南獸屬下有一種，名為舒氏河南獸，是以德國古生物學家M. Schlosser來命名的。